# Caenopedina
Caenopedina is een geslacht van zee-egels uit de familie Pedinidae. De wetenschappelijke naam van het geslacht werd in 1869 voorgesteld door Alexander Agassiz.

## Soorten
- Caenopedina alanbakeri Rowe, 1989
- † Caenopedina aleksandrabitnerae Kroh, 2014
- Caenopedina annulata Mortensen, 1940
- Caenopedina capensis H.L. Clark, 1923
- Caenopedina cubensis A. Agassiz, 1869
- Caenopedina diomedeae Mortensen, 1939
- Caenopedina hawaiiensis H.L. Clark, 1912
- Caenopedina indica (De Meijere, 1903)
- Caenopedina mirabilis (Döderlein, 1885)
- Caenopedina novaezealandiae Pawson, 1964
- Caenopedina otagoensis McKnight, 1968
- Caenopedina porphyrogigas Anderson, 2009
- Caenopedina pulchella (A. Agassiz & H.L. Clark, 1907)
- Caenopedina superba H.L. Clark, 1925